# Аллилбромид
Аллилбромид (аллил бромистый, 2-пропенилбромид, 3-бромпропен) органический галогенид, используется в качестве алкилирующего агента при синтезе полимеров, лекарственных средств, душистых веществ, фумигантов и других органических соединений. Физически аллилбромид — это легковоспламеняющаяся бесцветная жидкость с интенсивным, едким и стойким запахом. Реакционноспособнее, но дороже аллилхлорида.

## Получение
Производится из аллилового спирта.